# Lijst van heersers van Bhutan
Bhutan werd als land gesticht door Shabdrung Ngawang Namgyal halverwege de 16e eeuw. Na zijn dood werd het door hem gewenste duale regeringssysteem voortgezet. De wereldlijke macht kwam in handen van de druk desi, en de religieuze macht werd uitgeoefend door de Je Khenpo. In de praktijk echter lag de wereldlijke macht veelal bij de penlops, de gouverneurs van de districten. Deze situatie bleef tot 1907 bestaan, toen het land werd verenigd onder één koning.

## Druk desi's
Hieronder volgt de lijst van druk desi's (tussen haakjes staan de jaren van geboorte cq. overlijden):
- Gedun Chomphel (?-1701) 1695-1701
- Ngawang Tshering 1701-1704
- Umdze Peljor 1704-1707
- Druk Rabgye (?-1729) 1707-1719
- Ngawang Gyamtsho (?-1729) 1719-1729
- Mipam Wangpo 1729-1736
- Khuwo Peljor 1736-1739
- Ngawang Gyaltshen 1739-1744
- Sherab Wangchuck 1744-1763
- Druk Phuntsho 1763-1765
- Druk Tendzin I 1765-1768
- Donam Lhundub (?-1773) 1768-1773
- Künga Rinchen 1773-1776
- Jigme Singye (1742-1789) 1776-1788
- Druk Tendzin II 1788-1792
- Tashi Namgyal (1e keer) 1792-1799
- Druk Namgyal 1799-1803
- Tashi Namgyal (2e keer) 1803-1805
- Sangye Tendzin 1805-1806
- Umdze Parpop 1806-1808
- Bop Choda 1807-1808
- Tsulthrim Drayga (1790-1820) 1809-1810
- Jigme Dragpa II 1810-1811
- Yeshey Gyaltshen (1781-1830) 1811-1815
- Dorji Namgyel 1815
- Sonam Drugyal  1815-1819
- Tendzin Drugdra 1819-1823
- Choki Gyaltshen (1e keer) 1823-1831
- Dorji Namgyal 1831-1832
- Adap Thinley 1832-1835
- Choki Gyaltshen (2e keer) 1835-1838
- Dorji Norbu 1838-1847
- Tashi Dorji 1847-1850
- Wangchuk Gyalpo 1850
- Jigme Norbu (in Thimphu) 1850-1852
- Chagpa Sangye (in Punakha) 1851-1852
- Damcho Lhündrup 1852-1856
- Kunga Palden (in Punakha) 1856-1861
- Sherab Tharchin (in Thimphu) 1856-1861
- Phuntsho Namgyal 1861-1864
- Tshewang Sithub (1e keer) 1864
- Tsulthrim Yonten 1864
- Kagyu Wangchuk 1864
- Tshewang Sithub (2e keer) 1864-1866
- Tsondru Pekar 1866-1870
- Jigme Namgyal (1e keer) (1825-1881) 1870-1873
- Dorji Namgyal (1e keer) 1873-1877
- Jigme Namgyal (2e keer) 1877-1878
- Dorji Namgyal (2e keer) 1878-1879
- Chogyal Zangpo (-1880) 03.1879-06.1880
- Jigme Namgyal (3e keer) 1880-07.1881
- Lam Tshewang (1836-1883) 1881-05.1883
- Gawa Zangpo 16.05.1883-23.08.1885
- Sangye Dorji (?-1901) 1885-1901
- Yeshe Ngodub (1851-1917) 1903-1905

Zie voor de koningen van Bhutan na 1907: Wangchuckdynastie